# Бирский тракт
Би́рский тракт — исторический сухопутный маршрут (тракт, дорога) в Европейской России, ответвление от Сибирского тракта (Сибирского большого тракта), в сторону Бирска и Уфы.
Бирский тракт упоминается в словаре Брокгауза и Ефрона, и в трудах В. И. Ленина. В Уфе есть улица Бирский тракт, которая ведет в направлении Бирска.

## География
Бирский тракт связывал города Пермь, Уфу и Оренбург (с начала XIX века — губернские города). Бирский тракт начинался невдалеке от Кунгура, в 17-ти верстах к юго-востоку, и следовал на юг в пределах Пермской губернии через (на нём находились станции) Орду (Ордынская или Ильинская, в 28 ½ верстах от Кунгура), Медянку (Медянская, в 24 верстах от предыдущей), Богородск (Богородская, в 23 верстах от предыдущей), Енапаево (Енапаевская, в 12 верстах от предыдущей), Щучье Озеро, Алмаз (Алмазская, в 30 верстах от предыдущей), Аскино, в Бирск и далее в Уфу. Следующая за Алмазской была станция Гордина, отстоящая от неё в 27 верстах, и находилась уже в Уфимской губернии. С открытием железнодорожного сообщения в конце XIX века в Уфе и Перми потерял своё былое почтовое и торговое значение.

## Характеристика
Бирский тракт проходил по местности, большею частью холмистой. Поэтому на нём было много подъёмов и спусков, в особенности за станцией Алмазской, где с 6 до 10 версты приходится 12 раз подниматься и спускаться.
Летом в сухое время грунтовая дорога, из Перми и Кунгура в Бирск, Уфу и Оренбург, была довольно хороша, но весной и осенью, и вообще после дождей, делалась чрезвычайно грязною, и езда по ней по большому числу подъемов и спусков бывала тогда очень затруднительной. Зимой дорогу иногда заносит снегом, отчего езда была возможна не иначе, как цугом в одну лошадь. 